# Нижние Отрожки
Ни́жние Отро́жки (до 1948 года Ни́жний Ала́ч; до 23 декабря 2012 года Ни́жние Остро́жки; укр. Нижні Отрожки, крымскотат. Aşağı Alaç, Ашагъы Алач) — посёлок в Джанкойском районе Республики Крым, входит в состав Просторненского сельского поселения (согласно административно-территориальному делению Украины — Просторненского сельского совета Автономной Республики Крым).

## Население
| 2001 | 2014 |
| ---- | ---- |
| 172  | ↘118 |

Всеукраинская перепись 2001 года показала следующее распределение по носителям языка
| Язык             | Процент |
| ---------------- | ------- |
| русский          | 50      |
| крымскотатарский | 40.7    |
| украинский       | 8.14    |
| другие           | 0.58    |

### Динамика численности
| - 1900 год — 46 чел. - 1915 год — 42/39 чел. - 1926 год — 76 чел. | - 2001 год — 172 чел. - 2009 год — 169 чел. - 2014 год — 188 чел. |

## Современное состояние
На 2017 год в Нижних Отрожках числится 3 улицы: Артезианская, Ленина и Переселенческая; на 2009 год, по данным сельсовета, село занимало площадь 97,3 гектара на которой, в 48 дворах, проживало 169 человек. В селе действуют сельский клуб

## География
Нижние Острожки — село на востоке района, в степном Крыму, на правом берегу низовья одной из впадающих в Сиваш безымянных рек, высота центра села над уровнем моря — 9 м. Соседние сёла: Новофёдоровка в 0,8 км на запад, Славянское в 2,5 км на северо-восток, Просторное в 2,7 км на восток, Бородино в 2,7 км на юго-восток и Светлое в 2,5 км на юг. Расстояние до райцентра — около 29 километров (по шоссе), ближайшая железнодорожная станция — Азовская (на линии Джанкой — Феодосия) — примерно в 21 километре.

## История
Немецкий меннонитский хутор Алач впервые, в доступных источниках, встречается в «…Памятной книжке Таврической губернии на 1900 год», согласно которой в деревне Алач числилось 46 жителей в 10 дворах. По Статистическому справочнику Таврической губернии. Ч.II-я. Статистический очерк, выпуск пятый Перекопский уезд, 1915 год, в экономии Алач (Корниса) Ак-Шеихской волости Перекопского уезда числилось 41 двор с немецким населением в количестве 3 человек приписных жителей и 41 — «посторонний», из которых 30 мужчин и 14 женщин. В экономии числилось 1659 десятин удобной земли. В хозяйстве имелось 28 лошадей, 64 вола, 34 коровы и 63 головы мелкого скота.
После установления в Крыму Советской власти, по постановлению Крымревкома от 8 января 1921 года № 206 «Об изменении административных границ» была упразднена волостная система и в составе Джанкойского уезда был создан Джанкойский район. В 1922 году уезды преобразовали в округа. 11 октября 1923 года, согласно постановлению ВЦИК, в административное деление Крымской АССР были внесены изменения, в результате которых округа были ликвидированы, основной административной единицей стал Джанкойский район и село включили в его состав. Согласно Списку населённых пунктов Крымской АССР по Всесоюзной переписи 17 декабря 1926 года, в селе Алач, Антониновского сельсовета Джанкойского района, числилось 16 дворов, все крестьянские, население составляло 76 человек, из них 65 татар, 5 немцев, 6 армян. После образования в 1935 году Колайского района село включили в его состав.
Вскоре после начала Великой Отечественной войны, 18 августа 1941 года крымские немцы были выселены, сначала в Ставропольский край, а затем в Сибирь и северный Казахстан. После освобождения Крыма от фашистов в апреле, 12 августа 1944 года было принято постановление № ГОКО-6372с «О переселении колхозников в районы Крыма» и в сентябре 1944 года в район приехали первые новоселы (162 семьи) из Житомирской области, а в начале 1950-х годов последовала вторая волна переселенцев из различных областей Украины. С 25 июня 1946 года Нижний Алач в составе Крымской области РСФСР.
Указом Президиума Верховного Совета РСФСР от 18 мая 1948 года, Нижний Алач переименовали в Нижние Отрожки. 26 апреля 1954 года Крымская область была передана из состава РСФСР в состав УССР. На 15 июня 1960 года Нижние Отрожки в составе Просторненского сельсовета. Указом Президиума Верховного Совета УССР «Об укрупнении сельских районов Крымской области», от 30 декабря 1962 года Азовский район был упразднён и село присоединили к Джанкойскому. С 12 февраля 1991 года село в восстановленной Крымской АССР, 26 февраля 1992 года переименованной в Автономную Республику Крым. В 2000-е годы закрепился вариант названия Нижние Острожки, который решением Верховного совета Крыма от 23 декабря 2012 года изменён вновь на Нижние Отрожки. С 21 марта 2014 года в составе Крыма аннексировано Россией.